# 오대 (용어)
오대(五大)란 우주를 구성하는 땅, 물, 불, 바람, 공의 5요소로 되어있다는 불교 사상이다.
중국의 오행사상과 공통점이 있지만, 전혀 별개이다.
고대 인도 철학의 타트바 사상에 토대를 두며 의식을 의미하는 식(識)을 더하여 육대 사상이 나타나기도 한다.

## 요소
- 땅 - 대지, 지구를 의미하며, 유동성과 변화에 저항하는 성질.
- 물 - 유체, 무정형의 물질, 유동적 성질과 변화에 적응하는 성질.
- 불 - 강렬함, 정렬적이며 어떤 일에 동기를 부여하는 욕구 등을 나타냄.
- 바람 - 성장, 광대함, 자유를 나타냄.
- 공 - 허공을 의미한다. 대승불교의 공(空)과는 다르다.

## 불교의 오대
4대종(四大種, 산스크리트어: catvāri mahā-bhūtāni, 팔리어: cattāri mahā-bhūtāni, 영어: Four primary elements)은 색법(色法), 즉 물질계를 구성하는 지(地) · 수(水) · 화(火) · 풍(風)의 4가지 원소를 말한다. 줄여서 4대(四大, 영어: Four elements)라고도 하며, 또는 지계(地界) · 수계(水界) · 화계(火界) · 풍계(風界)의 4계(四界, 영어: Four dhatus)라고도 한다. 지(地) · 수(水) · 화(火) · 풍(風)의 4대종은 물질계의 땅[地] · 물[水] · 불[火] · 바람[風]과는 다른 것이기 때문에, 이들을 구분하여 4대종을 실4대(實四大)라고 후자의 4종을 가4대(假四大)라 한다.
불교에서는 모든 색(물질)이 4대종으로 구성된다고 말한다. 이러한 사상은 불교 경전에서도 언급되고 있을 뿐만 아니라 인류 사상사 전반에 걸쳐서 널리 발견되는 사상이다. 이것은 자연현상 중에서도 인간과 가장 밀접한 관계를 가지고 있고, 중요하다고 생각되는 것들을 물질의 질료인(質料因)으로 생각한 것으로 보인다. 하지만, 500여 비구를 모아 세우(世友, Vasumitra)와 함께 《대비바사론(大毘婆沙論)》을  편찬(제4결집)함에 있어 중심적인 역할을 했던 협존자(脇尊者, Pārśva)는 "법상(法相: 일체법의 있는 그대로의 참모습)에 어긋남이 없으며 다만 성교(聖敎, buddha sāsana: 아함과 니카야)에 따라 네 가지 만을 설할 뿐이다"라고 진술함으로써 4대종에 대한 사상이 고타마 붓다로부터 전해져 내려왔다고 말하고 있다.
4대종에 의해 만들어진 물질을 4대종과 구별하여 "만들어진 물질"이라는 뜻의 소조색(所造色, 산스크리트어: uppādāya-rupa, 영어: derived matter), 소조(所造) 또는 조색(造色)이라고 하며, 이에 대해 4대종을 "만드는 물질"이라는 뜻의 능조색(能造色)이라고 한다. 4대종이 가진 "만드는 성질"을 대종성(大種性)이라고도 한다.
부파불교의 설일체유부에서 따르면, 지 · 수 · 화 · 풍의 4대종은 각각 견고성[堅性] · 습윤성[濕性] · 온난성[暖性] · 운동성[動性]을 본질로 한다. 그리고 그 역할 또는 작용으로는 지 · 수 · 화 · 풍은 각각 순서대로 물질을 보지(保持) · 화섭(和攝) · 성숙(成熟) · 증장(增長)하게 하는 역할을 한다. 4대종의 이러한 4가지 본질적 성질과 4가지 역할에 대해 대승불교에서도 의견을 같이하고 있다.
4대종은 5근(五根)의 경계(境界), 즉 세력 범위이자 인식작용 대상인 색(色, 색깔과 모양과 크기) · 성(聲, 소리) · 향(香, 냄새) · 미(味, 맛) · 촉(觸, 감촉)의 5경(五境) 중 촉경(觸境)에 속한다. 즉, 4대종은 분류상으로는 신근에 의해 지각되는 촉경에 속하지만, 그 대종성(大種性: 만드는 성질) 면에서는 촉경의 나머지 물질 또는 물체들은 물론이고, 나머지 색경 · 성경 · 향경 · 미경의 물질 또는 물체들도 형성하는 근원 물질이며, 또한 안근(눈) · 이근(귀) · 비근(코) · 설근(혀) · 신근(몸)의 5근을 형성하는 근원 물질이다. 이것은, 달리 말하면, 몸을 이루는 근원 물질이 곧 눈 · 귀 · 코 · 혀 · 몸을 이루는 각각의 특정한 물질들의 바탕이 되는 물질이며 또한 눈 · 귀 · 코 · 혀 · 몸에 의해 지각되는 각각의 객관적 물질들을 형성하는 근원 물질이며, 몸을 바탕으로 하여야만 눈 · 귀 · 코 · 혀가 존재할 수 있고 작용할 수 있다는 뜻이다.

## 같이 보기
- 고대 원소
- 사성제
- 상키야 학파